# Endasys latissimus
Endasys latissimus là một loài tò vò trong họ Ichneumonidae.